# Yukarıveysi, Silvan
Yukarıveysi là một xã thuộc huyện Silvan, tỉnh Diyarbakır, Thổ Nhĩ Kỳ. Dân số thời điểm năm 2008 là 550 người.